# Камбри, Жак
Жак Камбри (фр. Jacques Cambry; 2 октября 1749 — 31 декабря 1807) — французский государственный деятель и исследователь древностей, бретонский писатель и эксперт по кельтской Франции; основатель Кельтской академии, предшественницы Общества антикваров Франции.

## Биография
Сын морского инженера, Жак Камбри первоначально избрал духовную карьеру, однако вскоре отказался от неё. Его государственная служба протекала на рубеже XVIII—XIX вв. и началась с назначения Комиссаром по делам наук и искусств Бретани в 1794 г. В этой должности Камбри объездил значительную часть Бретани (прежде всего, Финистер), оставив ценные записки «Путешествие по Финистеру» (фр. Voyage dans le Finistère; 1799) и опись памятников и произведений искусства «Каталог объектов, избежавших вандализма в Финистере» (фр. Catalogue des objets échappés au vandalisme dans le Finistère; 1795). После 1799 г. Камбри занимал важные административные должности в департаментах Сена и Уаза.
В 1804 г. Жак Камбри стал одним из соучредителей так называемой Кельтской академии (фр. Académie Celtique), созданной для изучения кельтского (галльского) периода французской истории, и до своей смерти являлся её президентом (позже Академия была переименована во "Национальное общество антикваров Франции").
Среди трудов Камбри следует отметить «Сказки и пословицы с последующими заметками о трубадурах» (фр. Contes et proverbes, suivis d'une notice sur les troubadours; 1784), небольшую книгу о жизни и творчестве Пуссена (фр. Essai sur la vie et sur les tableaux du Poussin; 1799), подробный очерк «Кельтские памятники» (фр. Monuments celtiques; 1805) и доклад о состоянии кладбищ в центральной Франции после революционных волнений конца XVIII века, содержащий также и проект реформы кладбищенского хозяйства, вплоть до переименования кладбищ в «поля успокоения» (фр. champs de repos): Жак Камбри подчёркивал, что

Уважение к мёртвым гораздо теснее, чем обычно считают, связано с общественным порядком.